# Злоторыя (гмина)
Злоторыя (пол. Złotoryja) — сельская гмина (волость) в Польше, входит как административная единица в Злоторыйский повет, Нижнесилезское воеводство. Население 7037 человек (на 2004 год).

## Демография
| Перепись                       | Всего   | Всего | Женщины | Женщины | Мужчины | Мужчины |
| ------------------------------ | ------- | ----- | ------- | ------- | ------- | ------- |
| Единицы                        | человек | %     | человек | %       | человек | %       |
| Население                      | 7037    | 100   | 3555    | 50,5    | 3482    | 49,5    |
| Плотность населения (чел./км²) | 48,5    | 48,5  | 24,5    | 24,5    | 24      | 24      |

## Сельские округа
1. Бренник
2. Эрнестынув
3. Гералтовец
4. Ежманице-Здруй
5. Копач
6. Козув
7. Лещына
8. Любятув
9. Лазники
10. Нова-Весь-Злоторыйска
11. Подоляны
12. Прусице
13. Пысковице
14. Рокитница
15. Жимувка
16. Семпув
17. Вилькув
18. Выскок
19. Высоцко
20. Нова-Земя

## Соседние гмины
1. Гмина Хойнув
2. Гмина Кротошице
3. Гмина Менцинка
4. Гмина Милковице
5. Гмина Пельгжимка
6. Гмина Свежава
7. Гмина Загродно
8. Злоторыя